# ماریان تیمر
ماریان تیمر (به هلندی: Marianne Timmer) ورزشکار زن رشتهٔ اسکیت سرعتی اهل کشور هلند است. وی در بین سال‌های ‎۱۹۹۸ تا ۲۰۰۶ میلادی در مسابقات بازی‌های المپیک زمستانی در مجموع ۳ مدال طلا را کسب کرد.